# Brezovica (gmina Gornji Milanovac)
Brezovica (cyr. Брезовица) – wieś w Serbii, w okręgu morawickim, w gminie Gornji Milanovac. W 2011 roku liczyła 96 mieszkańców.